# Elvira Diamanti
Elvira Diamanti (ur. 30 listopada 1962 we Wlorze) – albańska aktorka, siostra reżyserki Diany Diamanti. 

## Życiorys
W 1986 ukończyła studia w Instytucie Sztuk w Tiranie, na wydziale dramatu. W tym samym roku rozpoczęła pracę w Teatrze Ludowym (alb. Teatri Popullor) w Tiranie, z którym była związana do roku 2000. Na scenie tej zagrała ponad 20 ról, z których najwyżej oceniana była tytułowa rola w dramacie Kto przyprowadził Doruntinę? (na podstawie powieści Ismaila Kadare). Ze sceny narodowej trafiła do Teatru Lalkowego (alb. Teatri e Kukullave), pełniąc w latach 2000–2007 stanowisko dyrektora tego zespołu.
Na dużym ekranie zadebiutowała w roku 1979 niewielką rolą w filmie Liri a vdekje. Wystąpiła w 15 filmach fabularnych. Za rolę Marigo w filmie Perralle nga e kaluara została wyróżniona na VIII Festiwalu Filmu Albańskiego w 1989.
W latach 2008–2010 pełniła funkcję szefa protokołu przy Prezydencie Republiki Albanii. Od 2010 kieruje Albańskim Państwowym Archiwum Filmowym i prowadzi wykłady w Akademii Sztuk w Tiranie oraz w Akademii Filmowej Marubi. W życiu prywatnym jest mężatką (mąż Drin Baboçi), ma dwóch synów.

## Role filmowe
- 1979: Liri a vdekje jako żona Çerçiza Topullego
- 1979: Radiostacioni jako partyzancka łączniczka
- 1980: Nje shoqe nga fshati jako Lulja
- 1981: Ne prag te lirise jako Arta
- 1982: Skoket jako Teuta
- 1985: Dasma e shtyre jako Bora
- 1987: Perralle nga e kaluara jako Marigo
- 1989: Muri i gjallë (Żywy mur) jako Tuta
- 1985: Te shoh në sy jako Diana
- 1990: Nje djale dhe nje vajze
- 1998: Dasma e Sakos jako Mukadesi, żona Sako
- 2009: Ne dhe Lenini jako dyrektorka
- 2013: Ada jako Zana